# Liste des communes du Cher
Pour les autres listes de communes françaises, voir Listes des communes de France.
| - Le Cher en France métropolitaine. - Carte des communes du Cher. |

Cette page liste les 286 communes du département français du Cher au 1er janvier 2025.

## Historique
Le département du Cher a été créé le 4 mars 1790 en application de la loi du 22 décembre 1789.
- Le 1er janvier 2019, les communes de Corquoy et de Sainte-Lunaise ont fusionné pour devenir la commune nouvelle de Corquoy[1], ainsi que les communes de Baugy, Laverdines et Saligny-le-Vif pour devenir la commune nouvelle de Baugy[2].
- Le 1er janvier 2024, la commune nouvelle d'Osmery est créée par regroupement de Lugny-Bourbonnais et d'Osmery. Le nombre de communes du Cher passe de 287 à 286.

## Liste des communes
Le tableau suivant donne la liste des communes au 1er janvier 2025, en précisant leur code Insee, leur code postal principal, leur arrondissement, leur canton, leur intercommunalité, leur superficie, leur population et leur densité, d'après les chiffres de l'Insee issus du recensement 2022,.
| Nom                         | Code Insee | Code postal | Arrondissement       | Canton                                  | Intercommunalité                                | Superficie (km2) | Population (dernière pop. légale) | Densité (hab./km2) | Modifier                                    |
| --------------------------- | ---------- | ----------- | -------------------- | --------------------------------------- | ----------------------------------------------- | ---------------- | --------------------------------- | ------------------ | ------------------------------------------- |
| Bourges (préfecture)        | 18033      | 18000       | Bourges              | Bourges-1 Bourges-2 Bourges-3 Bourges-4 | CA Bourges Plus                                 | 68,74            | 64 238 (2022)                     | 935                | modifier les données · modifier les données |
| Achères                     | 18001      | 18250       | Bourges              | Saint-Martin-d'Auxigny                  | CC Terres du Haut Berry                         | 12,75            | 332 (2022)                        | 26                 | modifier les données · modifier les données |
| Ainay-le-Vieil              | 18002      | 18200       | Saint-Amand-Montrond | Châteaumeillant                         | CC Berry Grand Sud                              | 13,77            | 191 (2022)                        | 14                 | modifier les données · modifier les données |
| Les Aix-d'Angillon          | 18003      | 18220       | Bourges              | Saint-Germain-du-Puy                    | CC Terres du Haut Berry                         | 14,68            | 1 871 (2022)                      | 127                | modifier les données · modifier les données |
| Allogny                     | 18004      | 18110       | Bourges              | Saint-Martin-d'Auxigny                  | CC Terres du Haut Berry                         | 49,53            | 1 130 (2022)                      | 23                 | modifier les données · modifier les données |
| Allouis                     | 18005      | 18500       | Vierzon              | Mehun-sur-Yèvre                         | CC Terres du Haut Berry                         | 35,59            | 1 052 (2022)                      | 30                 | modifier les données · modifier les données |
| Annoix                      | 18006      | 18340       | Bourges              | Trouy                                   | CA Bourges Plus                                 | 11,79            | 251 (2022)                        | 21                 | modifier les données · modifier les données |
| Apremont-sur-Allier         | 18007      | 18150       | Saint-Amand-Montrond | La Guerche-sur-l'Aubois                 | CC Portes du Berry, entre Loire et Val d'Aubois | 30,69            | 67 (2022)                         | 2,2                | modifier les données · modifier les données |
| Arçay                       | 18008      | 18340       | Bourges              | Trouy                                   | CA Bourges Plus                                 | 18,32            | 488 (2022)                        | 27                 | modifier les données · modifier les données |
| Arcomps                     | 18009      | 18200       | Saint-Amand-Montrond | Châteaumeillant                         | CC Berry Grand Sud                              | 20,14            | 269 (2022)                        | 13                 | modifier les données · modifier les données |
| Ardenais                    | 18010      | 18170       | Saint-Amand-Montrond | Châteaumeillant                         | CC Berry Grand Sud                              | 17,55            | 203 (2022)                        | 12                 | modifier les données · modifier les données |
| Argent-sur-Sauldre          | 18011      | 18410       | Vierzon              | Aubigny-sur-Nère                        | CC Sauldre et Sologne                           | 67,35            | 2 040 (2022)                      | 30                 | modifier les données · modifier les données |
| Argenvières                 | 18012      | 18140       | Bourges              | Avord                                   | CC Berry Loire Vauvise                          | 14,72            | 439 (2022)                        | 30                 | modifier les données · modifier les données |
| Arpheuilles                 | 18013      | 18200       | Saint-Amand-Montrond | Dun-sur-Auron                           | CC Cœur de France                               | 48,01            | 301 (2022)                        | 6,3                | modifier les données · modifier les données |
| Assigny                     | 18014      | 18260       | Bourges              | Sancerre                                | CC Pays Fort Sancerrois Val de Loire            | 17,05            | 152 (2022)                        | 8,9                | modifier les données · modifier les données |
| Aubigny-sur-Nère            | 18015      | 18700       | Vierzon              | Aubigny-sur-Nère                        | CC Sauldre et Sologne                           | 61,53            | 5 464 (2022)                      | 89                 | modifier les données · modifier les données |
| Aubinges                    | 18016      | 18220       | Bourges              | Saint-Germain-du-Puy                    | CC Terres du Haut Berry                         | 10,97            | 402 (2022)                        | 37                 | modifier les données · modifier les données |
| Augy-sur-Aubois             | 18017      | 18600       | Saint-Amand-Montrond | Dun-sur-Auron                           | CC Les Trois Provinces                          | 30,46            | 284 (2022)                        | 9,3                | modifier les données · modifier les données |
| Avord                       | 18018      | 18520       | Bourges              | Avord                                   | CC La Septaine                                  | 27,98            | 2 908 (2022)                      | 104                | modifier les données · modifier les données |
| Azy                         | 18019      | 18220       | Bourges              | Saint-Germain-du-Puy                    | CC Terres du Haut Berry                         | 27,62            | 453 (2022)                        | 16                 | modifier les données · modifier les données |
| Bannay                      | 18020      | 18300       | Bourges              | Sancerre                                | CC Pays Fort Sancerrois Val de Loire            | 25,03            | 841 (2022)                        | 34                 | modifier les données · modifier les données |
| Bannegon                    | 18021      | 18210       | Saint-Amand-Montrond | Dun-sur-Auron                           | CC Le Dunois                                    | 21,08            | 246 (2022)                        | 12                 | modifier les données · modifier les données |
| Barlieu                     | 18022      | 18260       | Bourges              | Sancerre                                | CC Pays Fort Sancerrois Val de Loire            | 27,87            | 336 (2022)                        | 12                 | modifier les données · modifier les données |
| Baugy                       | 18023      | 18800       | Bourges              | Avord                                   | CC La Septaine                                  | 47,78            | 1 610 (2022)                      | 34                 | modifier les données · modifier les données |
| Beddes                      | 18024      | 18370       | Saint-Amand-Montrond | Châteaumeillant                         | CC Berry Grand Sud                              | 12,92            | 105 (2022)                        | 8,1                | modifier les données · modifier les données |
| Beffes                      | 18025      | 18320       | Bourges              | Avord                                   | CC Berry Loire Vauvise                          | 11,83            | 598 (2022)                        | 51                 | modifier les données · modifier les données |
| Belleville-sur-Loire        | 18026      | 18240       | Bourges              | Sancerre                                | CC Pays Fort Sancerrois Val de Loire            | 11,01            | 990 (2022)                        | 90                 | modifier les données · modifier les données |
| Bengy-sur-Craon             | 18027      | 18520       | Bourges              | Avord                                   | CC du Pays de Nérondes                          | 35,24            | 636 (2022)                        | 18                 | modifier les données · modifier les données |
| Berry-Bouy                  | 18028      | 18500       | Vierzon              | Mehun-sur-Yèvre                         | CA Bourges Plus                                 | 30,87            | 1 171 (2022)                      | 38                 | modifier les données · modifier les données |
| Bessais-le-Fromental        | 18029      | 18210       | Saint-Amand-Montrond | Dun-sur-Auron                           | CC Cœur de France                               | 25,75            | 293 (2022)                        | 11                 | modifier les données · modifier les données |
| Blancafort                  | 18030      | 18410       | Vierzon              | Aubigny-sur-Nère                        | CC Sauldre et Sologne                           | 64,35            | 1 002 (2022)                      | 16                 | modifier les données · modifier les données |
| Blet                        | 18031      | 18350       | Saint-Amand-Montrond | La Guerche-sur-l'Aubois                 | CC du Pays de Nérondes                          | 30,08            | 565 (2022)                        | 19                 | modifier les données · modifier les données |
| Boulleret                   | 18032      | 18240       | Bourges              | Sancerre                                | CC Pays Fort Sancerrois Val de Loire            | 32,71            | 1 389 (2022)                      | 42                 | modifier les données · modifier les données |
| Bouzais                     | 18034      | 18200       | Saint-Amand-Montrond | Saint-Amand-Montrond                    | CC Cœur de France                               | 3,35             | 285 (2022)                        | 85                 | modifier les données · modifier les données |
| Brécy                       | 18035      | 18220       | Bourges              | Saint-Germain-du-Puy                    | CC Terres du Haut Berry                         | 39,63            | 969 (2022)                        | 24                 | modifier les données · modifier les données |
| Brinay                      | 18036      | 18120       | Vierzon              | Mehun-sur-Yèvre                         | CC Cœur de Berry                                | 29,48            | 507 (2022)                        | 17                 | modifier les données · modifier les données |
| Brinon-sur-Sauldre          | 18037      | 18410       | Vierzon              | Aubigny-sur-Nère                        | CC Sauldre et Sologne                           | 116,30           | 972 (2022)                        | 8,4                | modifier les données · modifier les données |
| Bruère-Allichamps           | 18038      | 18200       | Saint-Amand-Montrond | Saint-Amand-Montrond                    | CC Cœur de France                               | 13,90            | 569 (2022)                        | 41                 | modifier les données · modifier les données |
| Bué                         | 18039      | 18300       | Bourges              | Sancerre                                | CC Pays Fort Sancerrois Val de Loire            | 6,30             | 305 (2022)                        | 48                 | modifier les données · modifier les données |
| Bussy                       | 18040      | 18130       | Saint-Amand-Montrond | Dun-sur-Auron                           | CC Le Dunois                                    | 26,69            | 357 (2022)                        | 13                 | modifier les données · modifier les données |
| La Celette                  | 18041      | 18360       | Saint-Amand-Montrond | Châteaumeillant                         | CC Berry Grand Sud                              | 24,81            | 204 (2022)                        | 8,2                | modifier les données · modifier les données |
| La Celle                    | 18042      | 18200       | Saint-Amand-Montrond | Saint-Amand-Montrond                    | CC Cœur de France                               | 12,80            | 329 (2022)                        | 26                 | modifier les données · modifier les données |
| La Celle-Condé              | 18043      | 18160       | Saint-Amand-Montrond | Châteaumeillant                         | CC Arnon Boischaut Cher                         | 30,94            | 191 (2022)                        | 6,2                | modifier les données · modifier les données |
| Cerbois                     | 18044      | 18120       | Vierzon              | Mehun-sur-Yèvre                         | CC Cœur de Berry                                | 18,45            | 398 (2022)                        | 22                 | modifier les données · modifier les données |
| Chalivoy-Milon              | 18045      | 18130       | Saint-Amand-Montrond | Dun-sur-Auron                           | CC Le Dunois                                    | 19,61            | 380 (2022)                        | 19                 | modifier les données · modifier les données |
| Chambon                     | 18046      | 18190       | Saint-Amand-Montrond | Trouy                                   | CC Arnon Boischaut Cher                         | 13,91            | 154 (2022)                        | 11                 | modifier les données · modifier les données |
| La Chapelle-d'Angillon      | 18047      | 18380       | Vierzon              | Aubigny-sur-Nère                        | CC Sauldre et Sologne                           | 10,17            | 610 (2022)                        | 60                 | modifier les données · modifier les données |
| La Chapelle-Hugon           | 18048      | 18150       | Saint-Amand-Montrond | La Guerche-sur-l'Aubois                 | CC Portes du Berry, entre Loire et Val d'Aubois | 16,16            | 385 (2022)                        | 24                 | modifier les données · modifier les données |
| La Chapelle-Montlinard      | 18049      | 18140       | Bourges              | Avord                                   | CC Les Bertranges                               | 17,14            | 490 (2022)                        | 29                 | modifier les données · modifier les données |
| La Chapelle-Saint-Ursin     | 18050      | 18570       | Bourges              | Saint-Doulchard                         | CA Bourges Plus                                 | 7,83             | 3 687 (2022)                      | 471                | modifier les données · modifier les données |
| La Chapelotte               | 18051      | 18250       | Bourges              | Saint-Germain-du-Puy                    | CC Terres du Haut Berry                         | 28,50            | 130 (2022)                        | 4,6                | modifier les données · modifier les données |
| Charenton-du-Cher           | 18052      | 18210       | Saint-Amand-Montrond | Dun-sur-Auron                           | CC Cœur de France                               | 47,89            | 999 (2022)                        | 21                 | modifier les données · modifier les données |
| Charentonnay                | 18053      | 18140       | Bourges              | Avord                                   | CC Berry Loire Vauvise                          | 21,85            | 287 (2022)                        | 13                 | modifier les données · modifier les données |
| Charly                      | 18054      | 18350       | Saint-Amand-Montrond | La Guerche-sur-l'Aubois                 | CC du Pays de Nérondes                          | 25,66            | 235 (2022)                        | 9,2                | modifier les données · modifier les données |
| Chârost                     | 18055      | 18290       | Bourges              | Chârost                                 | CC du Pays d'Issoudun                           | 10,97            | 899 (2022)                        | 82                 | modifier les données · modifier les données |
| Chassy                      | 18056      | 18800       | Bourges              | Avord                                   | CC du Pays de Nérondes                          | 17,76            | 234 (2022)                        | 13                 | modifier les données · modifier les données |
| Châteaumeillant             | 18057      | 18370       | Saint-Amand-Montrond | Châteaumeillant                         | CC Berry Grand Sud                              | 42,48            | 1 666 (2022)                      | 39                 | modifier les données · modifier les données |
| Châteauneuf-sur-Cher        | 18058      | 18190       | Saint-Amand-Montrond | Trouy                                   | CC Arnon Boischaut Cher                         | 21,97            | 1 362 (2022)                      | 62                 | modifier les données · modifier les données |
| Le Châtelet                 | 18059      | 18170       | Saint-Amand-Montrond | Châteaumeillant                         | CC Berry Grand Sud                              | 32,80            | 920 (2022)                        | 28                 | modifier les données · modifier les données |
| Chaumont                    | 18060      | 18350       | Saint-Amand-Montrond | Dun-sur-Auron                           | CC Les Trois Provinces                          | 2,11             | 46 (2022)                         | 22                 | modifier les données · modifier les données |
| Chaumoux-Marcilly           | 18061      | 18140       | Bourges              | Avord                                   | CC La Septaine                                  | 16,72            | 84 (2022)                         | 5,0                | modifier les données · modifier les données |
| Le Chautay                  | 18062      | 18150       | Saint-Amand-Montrond | La Guerche-sur-l'Aubois                 | CC Portes du Berry, entre Loire et Val d'Aubois | 14,74            | 264 (2022)                        | 18                 | modifier les données · modifier les données |
| Chavannes                   | 18063      | 18190       | Saint-Amand-Montrond | Trouy                                   | CC Arnon Boischaut Cher                         | 24,06            | 153 (2022)                        | 6,4                | modifier les données · modifier les données |
| Chéry                       | 18064      | 18120       | Vierzon              | Mehun-sur-Yèvre                         | CC Cœur de Berry                                | 13,54            | 225 (2022)                        | 17                 | modifier les données · modifier les données |
| Chezal-Benoît               | 18065      | 18160       | Saint-Amand-Montrond | Châteaumeillant                         | CC du Pays d'Issoudun                           | 46,46            | 762 (2022)                        | 16                 | modifier les données · modifier les données |
| Civray                      | 18066      | 18290       | Bourges              | Chârost                                 | CC FerCher - Pays Florentais                    | 40,87            | 918 (2022)                        | 22                 | modifier les données · modifier les données |
| Clémont                     | 18067      | 18410       | Vierzon              | Aubigny-sur-Nère                        | CC Sauldre et Sologne                           | 50,11            | 709 (2022)                        | 14                 | modifier les données · modifier les données |
| Cogny                       | 18068      | 18130       | Saint-Amand-Montrond | Dun-sur-Auron                           | CC Le Dunois                                    | 16,69            | 32 (2022)                         | 1,9                | modifier les données · modifier les données |
| Colombiers                  | 18069      | 18200       | Saint-Amand-Montrond | Saint-Amand-Montrond                    | CC Cœur de France                               | 9,51             | 410 (2022)                        | 43                 | modifier les données · modifier les données |
| Concressault                | 18070      | 18260       | Bourges              | Sancerre                                | CC Pays Fort Sancerrois Val de Loire            | 7,45             | 196 (2022)                        | 26                 | modifier les données · modifier les données |
| Contres                     | 18071      | 18130       | Saint-Amand-Montrond | Dun-sur-Auron                           | CC Le Dunois                                    | 16,03            | 34 (2022)                         | 2,1                | modifier les données · modifier les données |
| Cornusse                    | 18072      | 18350       | Saint-Amand-Montrond | La Guerche-sur-l'Aubois                 | CC du Pays de Nérondes                          | 19,61            | 227 (2022)                        | 12                 | modifier les données · modifier les données |
| Corquoy                     | 18073      | 18190 18340 | Saint-Amand-Montrond | Trouy                                   | CC Arnon Boischaut Cher                         | 36,57            | 199 (2022)                        | 5,4                | modifier les données · modifier les données |
| Couargues                   | 18074      | 18300       | Bourges              | Sancerre                                | CC Pays Fort Sancerrois Val de Loire            | 11,62            | 197 (2022)                        | 17                 | modifier les données · modifier les données |
| Cours-les-Barres            | 18075      | 18320       | Saint-Amand-Montrond | La Guerche-sur-l'Aubois                 | CC Portes du Berry, entre Loire et Val d'Aubois | 21,16            | 1 030 (2022)                      | 49                 | modifier les données · modifier les données |
| Coust                       | 18076      | 18210       | Saint-Amand-Montrond | Dun-sur-Auron                           | CC Cœur de France                               | 21,89            | 430 (2022)                        | 20                 | modifier les données · modifier les données |
| Couy                        | 18077      | 18140       | Bourges              | Avord                                   | CC Berry Loire Vauvise                          | 18,36            | 376 (2022)                        | 20                 | modifier les données · modifier les données |
| Crézançay-sur-Cher          | 18078      | 18190       | Saint-Amand-Montrond | Trouy                                   | CC Arnon Boischaut Cher                         | 7,65             | 62 (2022)                         | 8,1                | modifier les données · modifier les données |
| Crézancy-en-Sancerre        | 18079      | 18300       | Bourges              | Sancerre                                | CC Pays Fort Sancerrois Val de Loire            | 18,92            | 425 (2022)                        | 22                 | modifier les données · modifier les données |
| Croisy                      | 18080      | 18350       | Saint-Amand-Montrond | La Guerche-sur-l'Aubois                 | CC du Pays de Nérondes                          | 12,96            | 144 (2022)                        | 11                 | modifier les données · modifier les données |
| Crosses                     | 18081      | 18340       | Bourges              | Avord                                   | CC La Septaine                                  | 26,49            | 385 (2022)                        | 15                 | modifier les données · modifier les données |
| Cuffy                       | 18082      | 18150       | Saint-Amand-Montrond | La Guerche-sur-l'Aubois                 | CC Portes du Berry, entre Loire et Val d'Aubois | 34,57            | 1 018 (2022)                      | 29                 | modifier les données · modifier les données |
| Culan                       | 18083      | 18270       | Saint-Amand-Montrond | Châteaumeillant                         | CC Berry Grand Sud                              | 20,23            | 777 (2022)                        | 38                 | modifier les données · modifier les données |
| Dampierre-en-Crot           | 18084      | 18260       | Bourges              | Sancerre                                | CC Pays Fort Sancerrois Val de Loire            | 22,05            | 203 (2022)                        | 9,2                | modifier les données · modifier les données |
| Dampierre-en-Graçay         | 18085      | 18310       | Vierzon              | Vierzon-2                               | CC Vierzon-Sologne-Berry                        | 9,38             | 248 (2022)                        | 26                 | modifier les données · modifier les données |
| Drevant                     | 18086      | 18200       | Saint-Amand-Montrond | Saint-Amand-Montrond                    | CC Cœur de France                               | 4,84             | 551 (2022)                        | 114                | modifier les données · modifier les données |
| Dun-sur-Auron               | 18087      | 18130       | Saint-Amand-Montrond | Dun-sur-Auron                           | CC Le Dunois                                    | 50,09            | 3 566 (2022)                      | 71                 | modifier les données · modifier les données |
| Ennordres                   | 18088      | 18380       | Vierzon              | Aubigny-sur-Nère                        | CC Sauldre et Sologne                           | 63,79            | 206 (2022)                        | 3,2                | modifier les données · modifier les données |
| Épineuil-le-Fleuriel        | 18089      | 18360       | Saint-Amand-Montrond | Châteaumeillant                         | CC Berry Grand Sud                              | 41,60            | 447 (2022)                        | 11                 | modifier les données · modifier les données |
| Étréchy                     | 18090      | 18800       | Bourges              | Avord                                   | CC La Septaine                                  | 31,88            | 410 (2022)                        | 13                 | modifier les données · modifier les données |
| Farges-Allichamps           | 18091      | 18200       | Saint-Amand-Montrond | Saint-Amand-Montrond                    | CC Cœur de France                               | 8,30             | 255 (2022)                        | 31                 | modifier les données · modifier les données |
| Farges-en-Septaine          | 18092      | 18800       | Bourges              | Avord                                   | CC La Septaine                                  | 24,48            | 1 014 (2022)                      | 41                 | modifier les données · modifier les données |
| Faverdines                  | 18093      | 18360       | Saint-Amand-Montrond | Châteaumeillant                         | CC Berry Grand Sud                              | 18,51            | 134 (2022)                        | 7,2                | modifier les données · modifier les données |
| Feux                        | 18094      | 18300       | Bourges              | Sancerre                                | CC Pays Fort Sancerrois Val de Loire            | 27,46            | 323 (2022)                        | 12                 | modifier les données · modifier les données |
| Flavigny                    | 18095      | 18350       | Saint-Amand-Montrond | La Guerche-sur-l'Aubois                 | CC du Pays de Nérondes                          | 13,06            | 156 (2022)                        | 12                 | modifier les données · modifier les données |
| Foëcy                       | 18096      | 18500       | Vierzon              | Mehun-sur-Yèvre                         | CC Vierzon-Sologne-Berry                        | 16,21            | 2 052 (2022)                      | 127                | modifier les données · modifier les données |
| Fussy                       | 18097      | 18110       | Bourges              | Saint-Martin-d'Auxigny                  | CC Terres du Haut Berry                         | 11,08            | 1 914 (2022)                      | 173                | modifier les données · modifier les données |
| Gardefort                   | 18098      | 18300       | Bourges              | Sancerre                                | CC Pays Fort Sancerrois Val de Loire            | 8,44             | 126 (2022)                        | 15                 | modifier les données · modifier les données |
| Garigny                     | 18099      | 18140       | Bourges              | Avord                                   | CC Berry Loire Vauvise                          | 19,66            | 220 (2022)                        | 11                 | modifier les données · modifier les données |
| Genouilly                   | 18100      | 18310       | Vierzon              | Vierzon-2                               | CC Vierzon-Sologne-Berry                        | 34,66            | 666 (2022)                        | 19                 | modifier les données · modifier les données |
| Germigny-l'Exempt           | 18101      | 18150       | Saint-Amand-Montrond | La Guerche-sur-l'Aubois                 | CC Portes du Berry, entre Loire et Val d'Aubois | 28,26            | 292 (2022)                        | 10                 | modifier les données · modifier les données |
| Givardon                    | 18102      | 18600       | Saint-Amand-Montrond | Dun-sur-Auron                           | CC Les Trois Provinces                          | 21,90            | 302 (2022)                        | 14                 | modifier les données · modifier les données |
| Graçay                      | 18103      | 18310       | Vierzon              | Vierzon-2                               | CC Vierzon-Sologne-Berry                        | 31,82            | 1 245 (2022)                      | 39                 | modifier les données · modifier les données |
| Groises                     | 18104      | 18140       | Bourges              | Avord                                   | CC Berry Loire Vauvise                          | 17,63            | 131 (2022)                        | 7,4                | modifier les données · modifier les données |
| Gron                        | 18105      | 18800       | Bourges              | Avord                                   | CC La Septaine                                  | 26,22            | 469 (2022)                        | 18                 | modifier les données · modifier les données |
| Grossouvre                  | 18106      | 18600       | Saint-Amand-Montrond | Dun-sur-Auron                           | CC Les Trois Provinces                          | 15,75            | 264 (2022)                        | 17                 | modifier les données · modifier les données |
| La Groutte                  | 18107      | 18200       | Saint-Amand-Montrond | Saint-Amand-Montrond                    | CC Cœur de France                               | 2,92             | 119 (2022)                        | 41                 | modifier les données · modifier les données |
| La Guerche-sur-l'Aubois     | 18108      | 18150       | Saint-Amand-Montrond | La Guerche-sur-l'Aubois                 | CC Portes du Berry, entre Loire et Val d'Aubois | 52,70            | 3 187 (2022)                      | 60                 | modifier les données · modifier les données |
| Henrichemont                | 18109      | 18250       | Bourges              | Saint-Germain-du-Puy                    | CC Terres du Haut Berry                         | 25,27            | 1 713 (2022)                      | 68                 | modifier les données · modifier les données |
| Herry                       | 18110      | 18140       | Bourges              | Avord                                   | CC Berry Loire Vauvise                          | 49,87            | 959 (2022)                        | 19                 | modifier les données · modifier les données |
| Humbligny                   | 18111      | 18250       | Bourges              | Saint-Germain-du-Puy                    | CC Terres du Haut Berry                         | 20,86            | 182 (2022)                        | 8,7                | modifier les données · modifier les données |
| Ids-Saint-Roch              | 18112      | 18170       | Saint-Amand-Montrond | Châteaumeillant                         | CC Berry Grand Sud                              | 27,83            | 287 (2022)                        | 10                 | modifier les données · modifier les données |
| Ignol                       | 18113      | 18350       | Saint-Amand-Montrond | La Guerche-sur-l'Aubois                 | CC du Pays de Nérondes                          | 17,67            | 174 (2022)                        | 9,8                | modifier les données · modifier les données |
| Ineuil                      | 18114      | 18160       | Saint-Amand-Montrond | Châteaumeillant                         | CC Berry Grand Sud                              | 27,48            | 216 (2022)                        | 7,9                | modifier les données · modifier les données |
| Ivoy-le-Pré                 | 18115      | 18380       | Vierzon              | Aubigny-sur-Nère                        | CC Sauldre et Sologne                           | 98,74            | 775 (2022)                        | 7,8                | modifier les données · modifier les données |
| Jalognes                    | 18116      | 18300       | Bourges              | Sancerre                                | CC Pays Fort Sancerrois Val de Loire            | 28,09            | 269 (2022)                        | 9,6                | modifier les données · modifier les données |
| Jars                        | 18117      | 18260       | Bourges              | Sancerre                                | CC Pays Fort Sancerrois Val de Loire            | 37,34            | 491 (2022)                        | 13                 | modifier les données · modifier les données |
| Jouet-sur-l'Aubois          | 18118      | 18320       | Saint-Amand-Montrond | La Guerche-sur-l'Aubois                 | CC Portes du Berry, entre Loire et Val d'Aubois | 17,33            | 1 306 (2022)                      | 75                 | modifier les données · modifier les données |
| Jussy-Champagne             | 18119      | 18130       | Bourges              | Avord                                   | CC La Septaine                                  | 27,30            | 206 (2022)                        | 7,5                | modifier les données · modifier les données |
| Jussy-le-Chaudrier          | 18120      | 18140       | Bourges              | Avord                                   | CC Berry Loire Vauvise                          | 25,73            | 578 (2022)                        | 22                 | modifier les données · modifier les données |
| Lantan                      | 18121      | 18130       | Saint-Amand-Montrond | Dun-sur-Auron                           | CC Le Dunois                                    | 13,36            | 95 (2022)                         | 7,1                | modifier les données · modifier les données |
| Lapan                       | 18122      | 18340       | Bourges              | Trouy                                   | CC Arnon Boischaut Cher                         | 10,50            | 226 (2022)                        | 22                 | modifier les données · modifier les données |
| Lazenay                     | 18124      | 18120       | Vierzon              | Mehun-sur-Yèvre                         | CC Cœur de Berry                                | 30,74            | 282 (2022)                        | 9,2                | modifier les données · modifier les données |
| Léré                        | 18125      | 18240       | Bourges              | Sancerre                                | CC Pays Fort Sancerrois Val de Loire            | 15,98            | 1 095 (2022)                      | 69                 | modifier les données · modifier les données |
| Levet                       | 18126      | 18340       | Bourges              | Trouy                                   | CC Arnon Boischaut Cher                         | 25,97            | 1 367 (2022)                      | 53                 | modifier les données · modifier les données |
| Lignières                   | 18127      | 18160       | Saint-Amand-Montrond | Châteaumeillant                         | CC Arnon Boischaut Cher                         | 21,88            | 1 325 (2022)                      | 61                 | modifier les données · modifier les données |
| Limeux                      | 18128      | 18120       | Vierzon              | Mehun-sur-Yèvre                         | CC Cœur de Berry                                | 13,17            | 171 (2022)                        | 13                 | modifier les données · modifier les données |
| Lissay-Lochy                | 18129      | 18340       | Bourges              | Trouy                                   | CA Bourges Plus                                 | 22,06            | 226 (2022)                        | 10                 | modifier les données · modifier les données |
| Loye-sur-Arnon              | 18130      | 18170       | Saint-Amand-Montrond | Châteaumeillant                         | CC Berry Grand Sud                              | 34,15            | 301 (2022)                        | 8,8                | modifier les données · modifier les données |
| Lugny-Champagne             | 18132      | 18140       | Bourges              | Avord                                   | CC Berry Loire Vauvise                          | 29,54            | 140 (2022)                        | 4,7                | modifier les données · modifier les données |
| Lunery                      | 18133      | 18400       | Bourges              | Chârost                                 | CC FerCher - Pays Florentais                    | 32,87            | 1 522 (2022)                      | 46                 | modifier les données · modifier les données |
| Lury-sur-Arnon              | 18134      | 18120       | Vierzon              | Mehun-sur-Yèvre                         | CC Cœur de Berry                                | 13,84            | 662 (2022)                        | 48                 | modifier les données · modifier les données |
| Maisonnais                  | 18135      | 18170       | Saint-Amand-Montrond | Châteaumeillant                         | CC Berry Grand Sud                              | 26,95            | 228 (2022)                        | 8,5                | modifier les données · modifier les données |
| Marçais                     | 18136      | 18170       | Saint-Amand-Montrond | Saint-Amand-Montrond                    | CC Cœur de France                               | 29,03            | 305 (2022)                        | 11                 | modifier les données · modifier les données |
| Mareuil-sur-Arnon           | 18137      | 18290       | Bourges              | Chârost                                 | CC FerCher - Pays Florentais                    | 25,89            | 476 (2022)                        | 18                 | modifier les données · modifier les données |
| Marmagne                    | 18138      | 18500       | Bourges              | Saint-Doulchard                         | CA Bourges Plus                                 | 37,66            | 1 934 (2022)                      | 51                 | modifier les données · modifier les données |
| Marseilles-lès-Aubigny      | 18139      | 18320       | Bourges              | Avord                                   | CC Portes du Berry, entre Loire et Val d'Aubois | 9,88             | 647 (2022)                        | 65                 | modifier les données · modifier les données |
| Massay                      | 18140      | 18120       | Vierzon              | Mehun-sur-Yèvre                         | CC Vierzon-Sologne-Berry                        | 47,94            | 1 347 (2022)                      | 28                 | modifier les données · modifier les données |
| Mehun-sur-Yèvre             | 18141      | 18500       | Vierzon              | Mehun-sur-Yèvre                         | CA Bourges Plus                                 | 24,45            | 6 394 (2022)                      | 262                | modifier les données · modifier les données |
| Meillant                    | 18142      | 18200       | Saint-Amand-Montrond | Saint-Amand-Montrond                    | CC Cœur de France                               | 40,60            | 648 (2022)                        | 16                 | modifier les données · modifier les données |
| Menetou-Couture             | 18143      | 18320       | Saint-Amand-Montrond | La Guerche-sur-l'Aubois                 | CC Portes du Berry, entre Loire et Val d'Aubois | 28,93            | 357 (2022)                        | 12                 | modifier les données · modifier les données |
| Menetou-Râtel               | 18144      | 18300       | Bourges              | Sancerre                                | CC Pays Fort Sancerrois Val de Loire            | 28,01            | 463 (2022)                        | 17                 | modifier les données · modifier les données |
| Menetou-Salon               | 18145      | 18510       | Bourges              | Saint-Martin-d'Auxigny                  | CC Terres du Haut Berry                         | 37,66            | 1 618 (2022)                      | 43                 | modifier les données · modifier les données |
| Ménétréol-sous-Sancerre     | 18146      | 18300       | Bourges              | Sancerre                                | CC Pays Fort Sancerrois Val de Loire            | 5,67             | 296 (2022)                        | 52                 | modifier les données · modifier les données |
| Ménétréol-sur-Sauldre       | 18147      | 18700       | Vierzon              | Aubigny-sur-Nère                        | CC Sauldre et Sologne                           | 50,08            | 196 (2022)                        | 3,9                | modifier les données · modifier les données |
| Méreau                      | 18148      | 18120       | Vierzon              | Mehun-sur-Yèvre                         | CC Cœur de Berry                                | 18,65            | 2 649 (2022)                      | 142                | modifier les données · modifier les données |
| Méry-ès-Bois                | 18149      | 18380       | Vierzon              | Aubigny-sur-Nère                        | CC Sauldre et Sologne                           | 91,59            | 538 (2022)                        | 5,9                | modifier les données · modifier les données |
| Méry-sur-Cher               | 18150      | 18100       | Vierzon              | Vierzon-2                               | CC Vierzon-Sologne-Berry                        | 20,91            | 710 (2022)                        | 34                 | modifier les données · modifier les données |
| Montigny                    | 18151      | 18250       | Bourges              | Saint-Germain-du-Puy                    | CC Terres du Haut Berry                         | 28,65            | 323 (2022)                        | 11                 | modifier les données · modifier les données |
| Montlouis                   | 18152      | 18160       | Saint-Amand-Montrond | Châteaumeillant                         | CC Arnon Boischaut Cher                         | 18,98            | 110 (2022)                        | 5,8                | modifier les données · modifier les données |
| Morlac                      | 18153      | 18170       | Saint-Amand-Montrond | Châteaumeillant                         | CC Berry Grand Sud                              | 32,38            | 274 (2022)                        | 8,5                | modifier les données · modifier les données |
| Mornay-Berry                | 18154      | 18350       | Saint-Amand-Montrond | La Guerche-sur-l'Aubois                 | CC du Pays de Nérondes                          | 9,15             | 168 (2022)                        | 18                 | modifier les données · modifier les données |
| Mornay-sur-Allier           | 18155      | 18600       | Saint-Amand-Montrond | Dun-sur-Auron                           | CC Les Trois Provinces                          | 21,62            | 417 (2022)                        | 19                 | modifier les données · modifier les données |
| Morogues                    | 18156      | 18220       | Bourges              | Saint-Germain-du-Puy                    | CC Terres du Haut Berry                         | 30,53            | 423 (2022)                        | 14                 | modifier les données · modifier les données |
| Morthomiers                 | 18157      | 18570       | Bourges              | Chârost                                 | CA Bourges Plus                                 | 14,54            | 815 (2022)                        | 56                 | modifier les données · modifier les données |
| Moulins-sur-Yèvre           | 18158      | 18390       | Bourges              | Avord                                   | CC Terres du Haut Berry                         | 15,33            | 851 (2022)                        | 56                 | modifier les données · modifier les données |
| Nançay                      | 18159      | 18330       | Vierzon              | Aubigny-sur-Nère                        | CC Sauldre et Sologne                           | 106,33           | 768 (2022)                        | 7,2                | modifier les données · modifier les données |
| Nérondes                    | 18160      | 18350       | Saint-Amand-Montrond | La Guerche-sur-l'Aubois                 | CC du Pays de Nérondes                          | 34,00            | 1 412 (2022)                      | 42                 | modifier les données · modifier les données |
| Neuilly-en-Dun              | 18161      | 18600       | Saint-Amand-Montrond | Dun-sur-Auron                           | CC Les Trois Provinces                          | 29,46            | 225 (2022)                        | 7,6                | modifier les données · modifier les données |
| Neuilly-en-Sancerre         | 18162      | 18250       | Bourges              | Saint-Germain-du-Puy                    | CC Terres du Haut Berry                         | 26,05            | 246 (2022)                        | 9,4                | modifier les données · modifier les données |
| Neuvy-Deux-Clochers         | 18163      | 18250       | Bourges              | Saint-Germain-du-Puy                    | CC Terres du Haut Berry                         | 16,50            | 257 (2022)                        | 16                 | modifier les données · modifier les données |
| Neuvy-le-Barrois            | 18164      | 18600       | Saint-Amand-Montrond | Dun-sur-Auron                           | CC Les Trois Provinces                          | 41,98            | 147 (2022)                        | 3,5                | modifier les données · modifier les données |
| Neuvy-sur-Barangeon         | 18165      | 18330       | Vierzon              | Aubigny-sur-Nère                        | CC Vierzon-Sologne-Berry                        | 67,34            | 1 114 (2022)                      | 17                 | modifier les données · modifier les données |
| Nohant-en-Goût              | 18166      | 18390       | Bourges              | Avord                                   | CC La Septaine                                  | 24,79            | 551 (2022)                        | 22                 | modifier les données · modifier les données |
| Nohant-en-Graçay            | 18167      | 18310       | Vierzon              | Vierzon-2                               | CC Vierzon-Sologne-Berry                        | 23,78            | 292 (2022)                        | 12                 | modifier les données · modifier les données |
| Le Noyer                    | 18168      | 18260       | Bourges              | Sancerre                                | CC Pays Fort Sancerrois Val de Loire            | 19,98            | 236 (2022)                        | 12                 | modifier les données · modifier les données |
| Nozières                    | 18169      | 18200       | Saint-Amand-Montrond | Saint-Amand-Montrond                    | CC Cœur de France                               | 10,35            | 234 (2022)                        | 23                 | modifier les données · modifier les données |
| Oizon                       | 18170      | 18700       | Vierzon              | Aubigny-sur-Nère                        | CC Sauldre et Sologne                           | 62,03            | 667 (2022)                        | 11                 | modifier les données · modifier les données |
| Orcenais                    | 18171      | 18200       | Saint-Amand-Montrond | Saint-Amand-Montrond                    | CC Cœur de France                               | 18,93            | 242 (2022)                        | 13                 | modifier les données · modifier les données |
| Orval                       | 18172      | 18200       | Saint-Amand-Montrond | Saint-Amand-Montrond                    | CC Cœur de France                               | 7,65             | 1 637 (2022)                      | 214                | modifier les données · modifier les données |
| Osmery                      | 18173      | 18130 18350 | Saint-Amand-Montrond | Dun-sur-Auron La Guerche-sur-l'Aubois   | CC Le Dunois                                    | 26,60            | 273 (2022)                        | 10                 | modifier les données · modifier les données |
| Osmoy                       | 18174      | 18390       | Bourges              | Avord                                   | CC La Septaine                                  | 22,63            | 271 (2022)                        | 12                 | modifier les données · modifier les données |
| Ourouer-les-Bourdelins      | 18175      | 18350       | Saint-Amand-Montrond | La Guerche-sur-l'Aubois                 | CC du Pays de Nérondes                          | 24,64            | 605 (2022)                        | 25                 | modifier les données · modifier les données |
| Parassy                     | 18176      | 18220       | Bourges              | Saint-Germain-du-Puy                    | CC Terres du Haut Berry                         | 26,02            | 406 (2022)                        | 16                 | modifier les données · modifier les données |
| Parnay                      | 18177      | 18130       | Saint-Amand-Montrond | Dun-sur-Auron                           | CC Le Dunois                                    | 17,28            | 50 (2022)                         | 2,9                | modifier les données · modifier les données |
| La Perche                   | 18178      | 18200       | Saint-Amand-Montrond | Châteaumeillant                         | CC Berry Grand Sud                              | 10,45            | 192 (2022)                        | 18                 | modifier les données · modifier les données |
| Pigny                       | 18179      | 18110       | Bourges              | Saint-Martin-d'Auxigny                  | CC Terres du Haut Berry                         | 8,08             | 968 (2022)                        | 120                | modifier les données · modifier les données |
| Plaimpied-Givaudins         | 18180      | 18340       | Bourges              | Trouy                                   | CA Bourges Plus                                 | 40,51            | 2 104 (2022)                      | 52                 | modifier les données · modifier les données |
| Plou                        | 18181      | 18290       | Bourges              | Chârost                                 | CC FerCher - Pays Florentais                    | 33,21            | 533 (2022)                        | 16                 | modifier les données · modifier les données |
| Poisieux                    | 18182      | 18290       | Bourges              | Chârost                                 | CC Cœur de Berry                                | 10,30            | 217 (2022)                        | 21                 | modifier les données · modifier les données |
| Le Pondy                    | 18183      | 18210       | Saint-Amand-Montrond | Dun-sur-Auron                           | CC Le Dunois                                    | 6,63             | 154 (2022)                        | 23                 | modifier les données · modifier les données |
| Précy                       | 18184      | 18140       | Bourges              | Avord                                   | CC Berry Loire Vauvise                          | 14,45            | 354 (2022)                        | 24                 | modifier les données · modifier les données |
| Presly                      | 18185      | 18380       | Vierzon              | Aubigny-sur-Nère                        | CC Sauldre et Sologne                           | 74,63            | 221 (2022)                        | 3,0                | modifier les données · modifier les données |
| Preuilly                    | 18186      | 18120       | Vierzon              | Mehun-sur-Yèvre                         | CC Cœur de Berry                                | 14,94            | 473 (2022)                        | 32                 | modifier les données · modifier les données |
| Préveranges                 | 18187      | 18370       | Saint-Amand-Montrond | Châteaumeillant                         | CC Berry Grand Sud                              | 38,16            | 522 (2022)                        | 14                 | modifier les données · modifier les données |
| Primelles                   | 18188      | 18400       | Bourges              | Chârost                                 | CC FerCher - Pays Florentais                    | 26,57            | 193 (2022)                        | 7,3                | modifier les données · modifier les données |
| Quantilly                   | 18189      | 18110       | Bourges              | Saint-Martin-d'Auxigny                  | CC Terres du Haut Berry                         | 12,69            | 481 (2022)                        | 38                 | modifier les données · modifier les données |
| Quincy                      | 18190      | 18120       | Vierzon              | Mehun-sur-Yèvre                         | CC Cœur de Berry                                | 18,19            | 821 (2022)                        | 45                 | modifier les données · modifier les données |
| Raymond                     | 18191      | 18130       | Saint-Amand-Montrond | Dun-sur-Auron                           | CC Le Dunois                                    | 9,24             | 175 (2022)                        | 19                 | modifier les données · modifier les données |
| Reigny                      | 18192      | 18270       | Saint-Amand-Montrond | Châteaumeillant                         | CC Berry Grand Sud                              | 24,61            | 228 (2022)                        | 9,3                | modifier les données · modifier les données |
| Rezay                       | 18193      | 18170       | Saint-Amand-Montrond | Châteaumeillant                         | CC Berry Grand Sud                              | 21,26            | 203 (2022)                        | 9,5                | modifier les données · modifier les données |
| Rians                       | 18194      | 18220       | Bourges              | Saint-Germain-du-Puy                    | CC Terres du Haut Berry                         | 32,41            | 962 (2022)                        | 30                 | modifier les données · modifier les données |
| Sagonne                     | 18195      | 18600       | Saint-Amand-Montrond | Dun-sur-Auron                           | CC Les Trois Provinces                          | 18,85            | 188 (2022)                        | 10,0               | modifier les données · modifier les données |
| Saint-Aignan-des-Noyers     | 18196      | 18600       | Saint-Amand-Montrond | Dun-sur-Auron                           | CC Les Trois Provinces                          | 10,95            | 74 (2022)                         | 6,8                | modifier les données · modifier les données |
| Saint-Amand-Montrond        | 18197      | 18200       | Saint-Amand-Montrond | Saint-Amand-Montrond                    | CC Cœur de France                               | 20,17            | 9 690 (2022)                      | 480                | modifier les données · modifier les données |
| Saint-Ambroix               | 18198      | 18290       | Bourges              | Chârost                                 | CC du Pays d'Issoudun                           | 31,22            | 375 (2022)                        | 12                 | modifier les données · modifier les données |
| Saint-Baudel                | 18199      | 18160       | Saint-Amand-Montrond | Châteaumeillant                         | CC Arnon Boischaut Cher                         | 30,09            | 251 (2022)                        | 8,3                | modifier les données · modifier les données |
| Saint-Bouize                | 18200      | 18300       | Bourges              | Sancerre                                | CC Pays Fort Sancerrois Val de Loire            | 14,97            | 258 (2022)                        | 17                 | modifier les données · modifier les données |
| Saint-Caprais               | 18201      | 18400       | Bourges              | Trouy                                   | CC FerCher - Pays Florentais                    | 14,42            | 757 (2022)                        | 52                 | modifier les données · modifier les données |
| Saint-Céols                 | 18202      | 18220       | Bourges              | Saint-Germain-du-Puy                    | CC Terres du Haut Berry                         | 3,34             | 13 (2022)                         | 3,9                | modifier les données · modifier les données |
| Saint-Christophe-le-Chaudry | 18203      | 18270       | Saint-Amand-Montrond | Châteaumeillant                         | CC Berry Grand Sud                              | 17,52            | 94 (2022)                         | 5,4                | modifier les données · modifier les données |
| Saint-Denis-de-Palin        | 18204      | 18130       | Saint-Amand-Montrond | Dun-sur-Auron                           | CC Le Dunois                                    | 30,51            | 278 (2022)                        | 9,1                | modifier les données · modifier les données |
| Saint-Doulchard             | 18205      | 18230       | Bourges              | Saint-Doulchard                         | CA Bourges Plus                                 | 24,01            | 9 650 (2022)                      | 402                | modifier les données · modifier les données |
| Saint-Éloy-de-Gy            | 18206      | 18110       | Bourges              | Saint-Martin-d'Auxigny                  | CC Terres du Haut Berry                         | 31,20            | 1 569 (2022)                      | 50                 | modifier les données · modifier les données |
| Saint-Florent-sur-Cher      | 18207      | 18400       | Bourges              | Chârost                                 | CC FerCher - Pays Florentais                    | 22,41            | 6 416 (2022)                      | 286                | modifier les données · modifier les données |
| Saint-Georges-de-Poisieux   | 18209      | 18200       | Saint-Amand-Montrond | Châteaumeillant                         | CC Berry Grand Sud                              | 15,61            | 435 (2022)                        | 28                 | modifier les données · modifier les données |
| Saint-Georges-sur-la-Prée   | 18210      | 18100       | Vierzon              | Vierzon-2                               | CC Vierzon-Sologne-Berry                        | 22,83            | 595 (2022)                        | 26                 | modifier les données · modifier les données |
| Saint-Georges-sur-Moulon    | 18211      | 18110       | Bourges              | Saint-Martin-d'Auxigny                  | CC Terres du Haut Berry                         | 9,43             | 722 (2022)                        | 77                 | modifier les données · modifier les données |
| Saint-Germain-des-Bois      | 18212      | 18340       | Saint-Amand-Montrond | Dun-sur-Auron                           | CC Le Dunois                                    | 29,00            | 614 (2022)                        | 21                 | modifier les données · modifier les données |
| Saint-Germain-du-Puy        | 18213      | 18390       | Bourges              | Saint-Germain-du-Puy                    | CA Bourges Plus                                 | 21,63            | 4 852 (2022)                      | 224                | modifier les données · modifier les données |
| Saint-Hilaire-de-Court      | 18214      | 18100       | Vierzon              | Vierzon-2                               | CC Vierzon-Sologne-Berry                        | 11,75            | 595 (2022)                        | 51                 | modifier les données · modifier les données |
| Saint-Hilaire-de-Gondilly   | 18215      | 18320 18350 | Saint-Amand-Montrond | La Guerche-sur-l'Aubois                 | CC Portes du Berry, entre Loire et Val d'Aubois | 18,42            | 136 (2022)                        | 7,4                | modifier les données · modifier les données |
| Saint-Hilaire-en-Lignières  | 18216      | 18160       | Saint-Amand-Montrond | Châteaumeillant                         | CC Berry Grand Sud                              | 53,78            | 496 (2022)                        | 9,2                | modifier les données · modifier les données |
| Saint-Jeanvrin              | 18217      | 18370       | Saint-Amand-Montrond | Châteaumeillant                         | CC Berry Grand Sud                              | 17,53            | 166 (2022)                        | 9,5                | modifier les données · modifier les données |
| Saint-Just                  | 18218      | 18340       | Bourges              | Trouy                                   | CA Bourges Plus                                 | 15,12            | 646 (2022)                        | 43                 | modifier les données · modifier les données |
| Saint-Laurent               | 18219      | 18330       | Vierzon              | Saint-Martin-d'Auxigny                  | CC Vierzon-Sologne-Berry                        | 38,72            | 511 (2022)                        | 13                 | modifier les données · modifier les données |
| Saint-Léger-le-Petit        | 18220      | 18140       | Bourges              | Avord                                   | CC Berry Loire Vauvise                          | 10,05            | 354 (2022)                        | 35                 | modifier les données · modifier les données |
| Saint-Loup-des-Chaumes      | 18221      | 18190       | Saint-Amand-Montrond | Trouy                                   | CC Arnon Boischaut Cher                         | 18,55            | 285 (2022)                        | 15                 | modifier les données · modifier les données |
| Saint-Martin-d'Auxigny      | 18223      | 18110       | Bourges              | Saint-Martin-d'Auxigny                  | CC Terres du Haut Berry                         | 24,08            | 2 525 (2022)                      | 105                | modifier les données · modifier les données |
| Saint-Martin-des-Champs     | 18224      | 18140       | Bourges              | Avord                                   | CC Berry Loire Vauvise                          | 18,96            | 303 (2022)                        | 16                 | modifier les données · modifier les données |
| Saint-Maur                  | 18225      | 18270       | Saint-Amand-Montrond | Châteaumeillant                         | CC Berry Grand Sud                              | 25,62            | 258 (2022)                        | 10                 | modifier les données · modifier les données |
| Saint-Michel-de-Volangis    | 18226      | 18390       | Bourges              | Saint-Germain-du-Puy                    | CA Bourges Plus                                 | 17,42            | 466 (2022)                        | 27                 | modifier les données · modifier les données |
| Saint-Outrille              | 18228      | 18310       | Vierzon              | Vierzon-2                               | CC Vierzon-Sologne-Berry                        | 12,48            | 215 (2022)                        | 17                 | modifier les données · modifier les données |
| Saint-Palais                | 18229      | 18110       | Bourges              | Saint-Martin-d'Auxigny                  | CC Terres du Haut Berry                         | 26,12            | 617 (2022)                        | 24                 | modifier les données · modifier les données |
| Saint-Pierre-les-Bois       | 18230      | 18170       | Saint-Amand-Montrond | Châteaumeillant                         | CC Berry Grand Sud                              | 20,38            | 272 (2022)                        | 13                 | modifier les données · modifier les données |
| Saint-Pierre-les-Étieux     | 18231      | 18210       | Saint-Amand-Montrond | Dun-sur-Auron                           | CC Cœur de France                               | 27,34            | 744 (2022)                        | 27                 | modifier les données · modifier les données |
| Saint-Priest-la-Marche      | 18232      | 18370       | Saint-Amand-Montrond | Châteaumeillant                         | CC Berry Grand Sud                              | 20,33            | 249 (2022)                        | 12                 | modifier les données · modifier les données |
| Saint-Satur                 | 18233      | 18300       | Bourges              | Sancerre                                | CC Pays Fort Sancerrois Val de Loire            | 7,86             | 1 410 (2022)                      | 179                | modifier les données · modifier les données |
| Saint-Saturnin              | 18234      | 18370       | Saint-Amand-Montrond | Châteaumeillant                         | CC Berry Grand Sud                              | 39,04            | 440 (2022)                        | 11                 | modifier les données · modifier les données |
| Saint-Symphorien            | 18236      | 18190       | Saint-Amand-Montrond | Trouy                                   | CC Arnon Boischaut Cher                         | 9,54             | 133 (2022)                        | 14                 | modifier les données · modifier les données |
| Saint-Vitte                 | 18238      | 18360       | Saint-Amand-Montrond | Châteaumeillant                         | CC Berry Grand Sud                              | 16,38            | 121 (2022)                        | 7,4                | modifier les données · modifier les données |
| Sainte-Gemme-en-Sancerrois  | 18208      | 18240       | Bourges              | Sancerre                                | CC Pays Fort Sancerrois Val de Loire            | 14,84            | 403 (2022)                        | 27                 | modifier les données · modifier les données |
| Sainte-Montaine             | 18227      | 18700       | Vierzon              | Aubigny-sur-Nère                        | CC Sauldre et Sologne                           | 53,79            | 167 (2022)                        | 3,1                | modifier les données · modifier les données |
| Sainte-Solange              | 18235      | 18220       | Bourges              | Saint-Germain-du-Puy                    | CC Terres du Haut Berry                         | 31,85            | 1 114 (2022)                      | 35                 | modifier les données · modifier les données |
| Sainte-Thorette             | 18237      | 18500       | Vierzon              | Mehun-sur-Yèvre                         | CC Cœur de Berry                                | 26,54            | 473 (2022)                        | 18                 | modifier les données · modifier les données |
| Sancergues                  | 18240      | 18140       | Bourges              | Avord                                   | CC Berry Loire Vauvise                          | 15,53            | 626 (2022)                        | 40                 | modifier les données · modifier les données |
| Sancerre                    | 18241      | 18300       | Bourges              | Sancerre                                | CC Pays Fort Sancerrois Val de Loire            | 16,27            | 1 328 (2022)                      | 82                 | modifier les données · modifier les données |
| Sancoins                    | 18242      | 18600       | Saint-Amand-Montrond | Dun-sur-Auron                           | CC Les Trois Provinces                          | 53,52            | 2 941 (2022)                      | 55                 | modifier les données · modifier les données |
| Santranges                  | 18243      | 18240       | Bourges              | Sancerre                                | CC Pays Fort Sancerrois Val de Loire            | 24,31            | 438 (2022)                        | 18                 | modifier les données · modifier les données |
| Saugy                       | 18244      | 18290       | Bourges              | Chârost                                 | CC FerCher - Pays Florentais                    | 9,63             | 78 (2022)                         | 8,1                | modifier les données · modifier les données |
| Saulzais-le-Potier          | 18245      | 18360       | Saint-Amand-Montrond | Châteaumeillant                         | CC Berry Grand Sud                              | 32,38            | 476 (2022)                        | 15                 | modifier les données · modifier les données |
| Savigny-en-Sancerre         | 18246      | 18240       | Bourges              | Sancerre                                | CC Pays Fort Sancerrois Val de Loire            | 33,31            | 1 111 (2022)                      | 33                 | modifier les données · modifier les données |
| Savigny-en-Septaine         | 18247      | 18390       | Bourges              | Avord                                   | CC La Septaine                                  | 22,58            | 710 (2022)                        | 31                 | modifier les données · modifier les données |
| Senneçay                    | 18248      | 18340       | Bourges              | Trouy                                   | CC Le Dunois                                    | 14,47            | 451 (2022)                        | 31                 | modifier les données · modifier les données |
| Sens-Beaujeu                | 18249      | 18300       | Bourges              | Sancerre                                | CC Pays Fort Sancerrois Val de Loire            | 21,54            | 403 (2022)                        | 19                 | modifier les données · modifier les données |
| Serruelles                  | 18250      | 18190       | Saint-Amand-Montrond | Trouy                                   | CC Arnon Boischaut Cher                         | 7,51             | 67 (2022)                         | 8,9                | modifier les données · modifier les données |
| Sévry                       | 18251      | 18140       | Bourges              | Avord                                   | CC Berry Loire Vauvise                          | 9,04             | 62 (2022)                         | 6,9                | modifier les données · modifier les données |
| Sidiailles                  | 18252      | 18270       | Saint-Amand-Montrond | Châteaumeillant                         | CC Berry Grand Sud                              | 31,96            | 295 (2022)                        | 9,2                | modifier les données · modifier les données |
| Soulangis                   | 18253      | 18220       | Bourges              | Saint-Germain-du-Puy                    | CC Terres du Haut Berry                         | 13,76            | 457 (2022)                        | 33                 | modifier les données · modifier les données |
| Soye-en-Septaine            | 18254      | 18340       | Bourges              | Trouy                                   | CC La Septaine                                  | 18,57            | 582 (2022)                        | 31                 | modifier les données · modifier les données |
| Le Subdray                  | 18255      | 18570       | Bourges              | Chârost                                 | CA Bourges Plus                                 | 20,28            | 968 (2022)                        | 48                 | modifier les données · modifier les données |
| Subligny                    | 18256      | 18260       | Bourges              | Sancerre                                | CC Pays Fort Sancerrois Val de Loire            | 17,26            | 337 (2022)                        | 20                 | modifier les données · modifier les données |
| Sury-en-Vaux                | 18258      | 18300       | Bourges              | Sancerre                                | CC Pays Fort Sancerrois Val de Loire            | 15,82            | 685 (2022)                        | 43                 | modifier les données · modifier les données |
| Sury-ès-Bois                | 18259      | 18260       | Bourges              | Sancerre                                | CC Pays Fort Sancerrois Val de Loire            | 31,90            | 300 (2022)                        | 9,4                | modifier les données · modifier les données |
| Sury-près-Léré              | 18257      | 18240       | Bourges              | Sancerre                                | CC Pays Fort Sancerrois Val de Loire            | 17,78            | 656 (2022)                        | 37                 | modifier les données · modifier les données |
| Tendron                     | 18260      | 18350       | Saint-Amand-Montrond | La Guerche-sur-l'Aubois                 | CC du Pays de Nérondes                          | 10,44            | 88 (2022)                         | 8,4                | modifier les données · modifier les données |
| Thaumiers                   | 18261      | 18210       | Saint-Amand-Montrond | Dun-sur-Auron                           | CC Le Dunois                                    | 27,33            | 392 (2022)                        | 14                 | modifier les données · modifier les données |
| Thauvenay                   | 18262      | 18300       | Bourges              | Sancerre                                | CC Pays Fort Sancerrois Val de Loire            | 9,86             | 319 (2022)                        | 32                 | modifier les données · modifier les données |
| Thénioux                    | 18263      | 18100       | Vierzon              | Vierzon-2                               | CC Vierzon-Sologne-Berry                        | 18,33            | 666 (2022)                        | 36                 | modifier les données · modifier les données |
| Thou                        | 18264      | 18260       | Bourges              | Sancerre                                | CC Pays Fort Sancerrois Val de Loire            | 9,19             | 78 (2022)                         | 8,5                | modifier les données · modifier les données |
| Torteron                    | 18265      | 18320       | Saint-Amand-Montrond | La Guerche-sur-l'Aubois                 | CC Portes du Berry, entre Loire et Val d'Aubois | 13,53            | 789 (2022)                        | 58                 | modifier les données · modifier les données |
| Touchay                     | 18266      | 18160       | Saint-Amand-Montrond | Châteaumeillant                         | CC Berry Grand Sud                              | 23,41            | 224 (2022)                        | 9,6                | modifier les données · modifier les données |
| Trouy                       | 18267      | 18570       | Bourges              | Trouy                                   | CA Bourges Plus                                 | 23,19            | 4 034 (2022)                      | 174                | modifier les données · modifier les données |
| Uzay-le-Venon               | 18268      | 18190       | Saint-Amand-Montrond | Trouy                                   | CC Arnon Boischaut Cher                         | 34,60            | 410 (2022)                        | 12                 | modifier les données · modifier les données |
| Vailly-sur-Sauldre          | 18269      | 18260       | Bourges              | Sancerre                                | CC Pays Fort Sancerrois Val de Loire            | 18,25            | 649 (2022)                        | 36                 | modifier les données · modifier les données |
| Vallenay                    | 18270      | 18190       | Saint-Amand-Montrond | Trouy                                   | CC Arnon Boischaut Cher                         | 25,66            | 694 (2022)                        | 27                 | modifier les données · modifier les données |
| Vasselay                    | 18271      | 18110       | Bourges              | Saint-Martin-d'Auxigny                  | CC Terres du Haut Berry                         | 20,21            | 1 569 (2022)                      | 78                 | modifier les données · modifier les données |
| Veaugues                    | 18272      | 18300       | Bourges              | Sancerre                                | CC Pays Fort Sancerrois Val de Loire            | 27,92            | 605 (2022)                        | 22                 | modifier les données · modifier les données |
| Venesmes                    | 18273      | 18190       | Saint-Amand-Montrond | Trouy                                   | CC Arnon Boischaut Cher                         | 31,76            | 788 (2022)                        | 25                 | modifier les données · modifier les données |
| Verdigny                    | 18274      | 18300       | Bourges              | Sancerre                                | CC Pays Fort Sancerrois Val de Loire            | 4,99             | 318 (2022)                        | 64                 | modifier les données · modifier les données |
| Vereaux                     | 18275      | 18600       | Saint-Amand-Montrond | Dun-sur-Auron                           | CC Les Trois Provinces                          | 22,96            | 137 (2022)                        | 6,0                | modifier les données · modifier les données |
| Vernais                     | 18276      | 18210       | Saint-Amand-Montrond | Dun-sur-Auron                           | CC Cœur de France                               | 25,84            | 184 (2022)                        | 7,1                | modifier les données · modifier les données |
| Verneuil                    | 18277      | 18210       | Saint-Amand-Montrond | Dun-sur-Auron                           | CC Le Dunois                                    | 11,04            | 35 (2022)                         | 3,2                | modifier les données · modifier les données |
| Vesdun                      | 18278      | 18360       | Saint-Amand-Montrond | Châteaumeillant                         | CC Berry Grand Sud                              | 48,61            | 544 (2022)                        | 11                 | modifier les données · modifier les données |
| Vierzon                     | 18279      | 18100       | Vierzon              | Vierzon-1 Vierzon-2                     | CC Vierzon-Sologne-Berry                        | 74,50            | 25 254 (2022)                     | 339                | modifier les données · modifier les données |
| Vignoux-sous-les-Aix        | 18280      | 18110       | Bourges              | Saint-Martin-d'Auxigny                  | CC Terres du Haut Berry                         | 14,94            | 707 (2022)                        | 47                 | modifier les données · modifier les données |
| Vignoux-sur-Barangeon       | 18281      | 18500       | Vierzon              | Saint-Martin-d'Auxigny                  | CC Vierzon-Sologne-Berry                        | 24,87            | 2 061 (2022)                      | 83                 | modifier les données · modifier les données |
| Villabon                    | 18282      | 18800       | Bourges              | Avord                                   | CC La Septaine                                  | 18,28            | 563 (2022)                        | 31                 | modifier les données · modifier les données |
| Villecelin                  | 18283      | 18160       | Saint-Amand-Montrond | Châteaumeillant                         | CC Arnon Boischaut Cher                         | 9,39             | 78 (2022)                         | 8,3                | modifier les données · modifier les données |
| Villegenon                  | 18284      | 18260       | Bourges              | Sancerre                                | CC Pays Fort Sancerrois Val de Loire            | 32,93            | 215 (2022)                        | 6,5                | modifier les données · modifier les données |
| Villeneuve-sur-Cher         | 18285      | 18400       | Bourges              | Chârost                                 | CC FerCher - Pays Florentais                    | 26,13            | 403 (2022)                        | 15                 | modifier les données · modifier les données |
| Villequiers                 | 18286      | 18800       | Bourges              | Avord                                   | CC La Septaine                                  | 29,49            | 445 (2022)                        | 15                 | modifier les données · modifier les données |
| Vinon                       | 18287      | 18300       | Bourges              | Sancerre                                | CC Pays Fort Sancerrois Val de Loire            | 18,01            | 297 (2022)                        | 16                 | modifier les données · modifier les données |
| Vorly                       | 18288      | 18340       | Bourges              | Trouy                                   | CA Bourges Plus                                 | 18,84            | 248 (2022)                        | 13                 | modifier les données · modifier les données |
| Vornay                      | 18289      | 18130       | Bourges              | Avord                                   | CC La Septaine                                  | 26,35            | 586 (2022)                        | 22                 | modifier les données · modifier les données |
| Vouzeron                    | 18290      | 18330       | Vierzon              | Saint-Martin-d'Auxigny                  | CC Vierzon-Sologne-Berry                        | 52,63            | 582 (2022)                        | 11                 | modifier les données · modifier les données |
| Cher                        | 18         |             |                      |                                         |                                                 | 7 235,00         | 299 496 (2022)                    | 41                 | modifier les données                        |